# رامبيلستيلتسكين (فلم)
رامبيليستيلتسكين  (بالإنجليزية: Rumpelstiltskin) هو فيلم رعب انتج عام 1995, اخرجه مارك جونز. الفيلم من بطولة ماكس غرودينتشيك في دور رامبيليستيلتسكين و كيم جونستون أولريش في دور بطلة الفيلم شيلي ستوارت.

## الحبكة
في القرن الخامس عشر, يُحبس رامبيليستيلتسكين في تمثال صغير شبيه بالحجر الكريم. في مدينة لوس انجلوس في ايامنا هذه تعيش ارملة التي فقدت زوجها الشرطي وهي على وشك الولادة, تقوم هذه الارملة بشراء تمثال من متجر تملكه ساحرة, يتضح ان التمثال هو تمثال الوحش رامبيليستيلتسكين والتي تقوم الارملة بتحريره بدون قصد حيث يقوم بمطاردتها من اجل ان يستولي على ابنها.

## ايرادات شباك التذاكر
لم بحقق الفيلم نجاح في السينما, إذ ربح 306,494$ فقط
.

## طاقم الممثلين
- ماكس غرودينتشيك - رامبيليستيلتسكين
- كيم جونستون أولريش - شيلي ستوارت
- جاك مكجي - المحقق بن سميث
- شيرمان أغسطس - جون مكابي
- تومي بليز - ماكس بيرغمان
- اليس بيزلي - هيلدي
- فيرا لوكود - ماتيلدا
- مارك هولتون - الرجل ضخم البنية